# Nícies (pintor)
Nícies (en llatí Nicias, en grec antic Νικίας "Nikías") fou un famós pintor atenenc, fill de Nicomedes i deixeble d'Antídot.
Com que Antídot era deixeble d'Eufranor d'Atenes que va florir cap a la 104 Olimpíada, Nícies devia florir a l'Olimpíada 116, aproximadament cap al 310 aC. Això coincideix amb la notícia donada per Plutarc que diu que va refusar vendre una de les seves pintures al rei Ptolemeu (suposadament Ptolemeu I Sòter d'Egipte). Segons Plini el Vell, Nícies va pintar les estàtues de Praxíteles Statuis circumlinendis diu Plini, o sigui cobrint les estàtues de marbre amb una mena de vernís encàustic per donar-les-hi una superfície perfectament llisa i tenyida. Praxíteles va florir cap els anys 364 aC a 360 aC, fet que sembla que va passar massa temps abans de l'època de Nícies, i dona a pensar que una de les dues notícies, negar-se a vendre una pintura a Ptolemeu, o pintar les estàtues de Praxíteles, és errònia. En tot cas Nícies hauria pintat de molt jove les estàtues que l'escultor hauria fet al final de la seva carrera, després del 350 aC i hauria refusat vendre la seva pintura a Ptolemeu ja molt gran, quan ja era prou ric i famós.
Destacava per les pintures de figures femenines, per la seva habilitat amb la llum i les ombres i pel relleu de les figures.
Plini fa referència a algunes de les seves pintures, i explica que la seva feina l'absorbia tant, que sovint preguntava als seus ajudants si ja havia menjat: 
- Nemea asseguda damunt d'un lleó que portava una palma a la mà i on també hi havia un home vell dret, amb la inscripció (Νικίας ἐνἐκανδεν.
- Un Pater Liber col·locat al Temple de la Concòrdia.
- Jacint de jove suggerint l'amor d'Apol·lo per ell. August va quedar admirat per aquesta obra, i quan va conquerir Alexandria la va portar a Roma. Tiberi la va situar al Temple d'August.
- Diana probablement a Efes, ja que la descriu Pausànias després de parlar del sepulcre de Megabizes, un sacerdot de Diana, a Efes.
- Una representació de les regions infernals tal com les descriu Homer (Νεκυία, Necromantia Homeri), obra que no va voler vendre a Ptolemeu tot i que se li van oferir 60 talents.
- Calipso.
- Io.
- Andròmeda.
- Alexandre (Paris).
- Calipso asseguda.
- Alguns animals (era especialment elogiat pels seus gossos)
- Una tomba prop de Tritea a Acaia, descrita per Pausànies.

Demetri de Falèron dona l'opinió de Nícies sobre la pintura. Deia que s'havien de buscar grans temes i no entretenir-se en coses de poca magnitud, com ara ocells i flors, sinó pintar batalles per terra i mar, on les expressions dels protagonistes, dels cavalls i del paisatge ofereixen rics materials per al pintor. El tema de l'acció era per a l'artista, tan important com la trama o la història ho era per la poesia.
Va ser el primer pintor que va usar l'ocre cremat, que va descobrir per accident, segons diu Plini. Va tenir un esclau i favorit de nom Omfalió que era el seu principal deixeble. Va ser enterrat a Atenes a la via que portava a l'Acadèmia.